# ماندي مور
ماندي مور (بالإنجليزية: Mandy Moore)‏ (من مواليد 10 أبريل 1984)هي مغنية وكاتبة أغاني وممثلة وممثلة صوت أمريكية. اشتهرت بأغنيتها المنفردة الأولى " حلوى "، والتي حصدت المرتبة 41 على بيلبورد هوت 100.

## سيرة شخصية
ولدت مور في ناشوا في نيو هامبشاير،  والدتها ني فريدمان وهي مراسلة إخبارية سابقة عملت ذات مرة في أورلاندو سينتينل والدها دونالد مور طيار في الخطوط الجوية الأمريكية. نشأت مور في كاثوليكية. هي من أصول يهودية روسية (من جدها لأمها) وإنجليزية واسكتلندية وأيرلندية.  لديها أخ أكبر، سكوت، وأخ أصغر، كايل.  عندما كان عمرها شهرين انتقلت هي وعائلتها إلى لونغوود في فلوريدا، بسبب وظيفة والدها. هناك قابلت صديقها القديم ديفيد ستاتر. التحقت بمدرسة المطران مور الكاثوليكية الثانوية في أورلاندو من 1998 إلى 1999.

## حياة شخصية

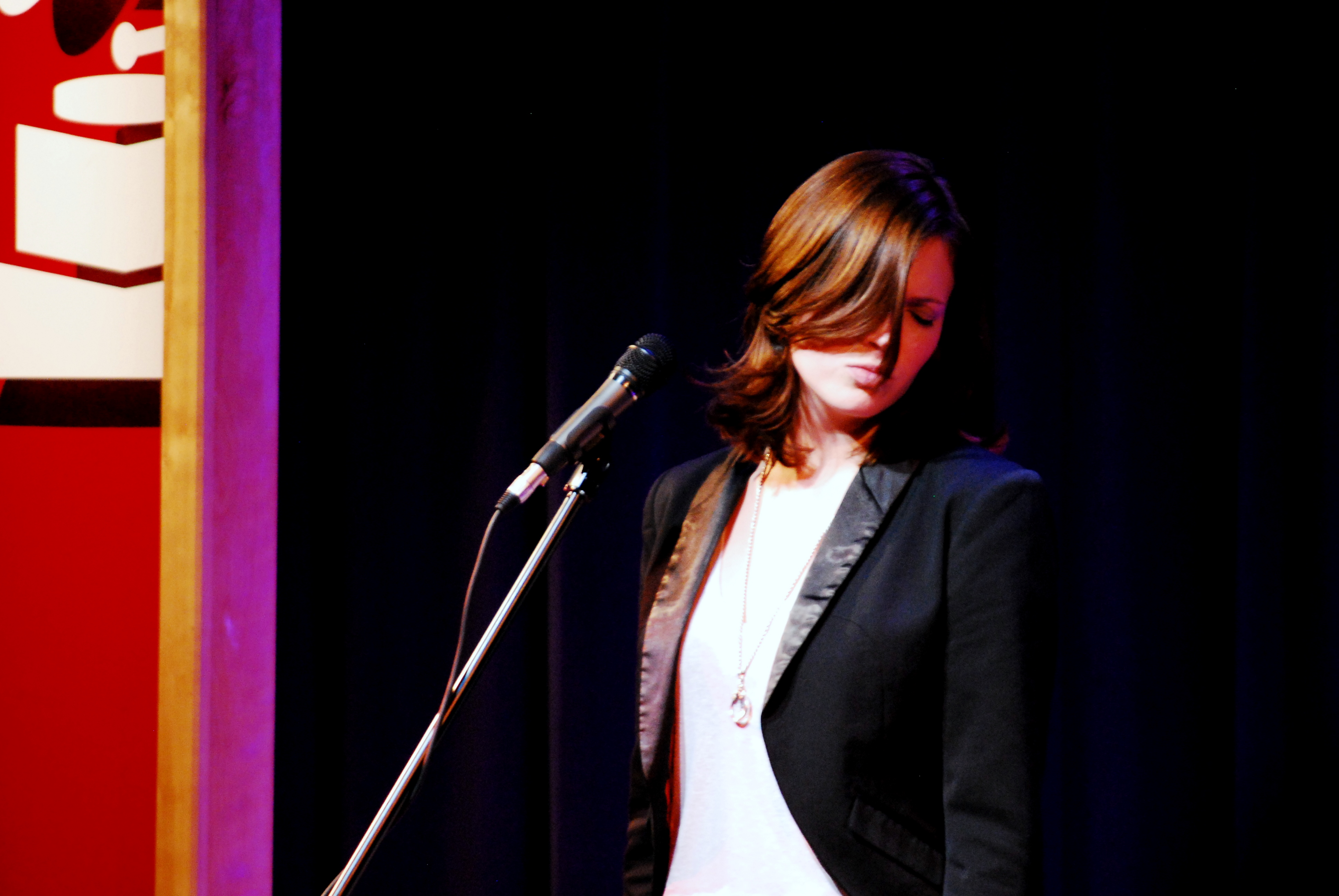
ماندي مور في متحف جرامي، يونيو 2009

واعدت مور نجم زاك براف من 2004 إلى 2006. في عام 2008 بدأت في مواعدة ريان آدامز، وتزوجوا في 10 مارس 2009 في سافانا ، جورجيا. في يناير 2015 تقدم مور بطلاق منه أثناء وجوده في نيويورك مشيرًا إلى «خلافات لا يمكن التوفيق بينها». أصدر مور وآدامز في وقت لاحق بيانًا مشتركًا يشرحان قرارهما واصفين إياه بأنه «انفصال ودي ومحترم عن الطرق» ولكن في عام 2019 وصفته بأنه عنيف عاطفياً. وكشفت وثائق المحكمة التي تم الحصول عليها لاحقًا أنه تم فصلهما قانونًا لمدة ستة أشهر تقريبًا قبل تقديم الدعوى. أنهيت إجراءات الطلاق في يونيو 2016. في عام 2015 بدأت بمواعدة تايلور جولدسميث تمت خطبتهما في سبتمبر 2017 وتزوجا في 18 نوفمبر 2018 في لوس أنجلوس، كاليفورنيا. في سبتمبر / أيلول 2020 أعلنت على إنستغرام أنها هي وجولدسميث يتوقعان طفلهما الأول وهو صبي في عام 2021.

## الأعمال
- مشية للذكرى
- رابونزل
- هؤلاء نحن
- متشابك: قبل أي وقت مضى

## روابط خارجية
- ماندي مور على موقع IMDb (الإنجليزية)
- ماندي مور على موقع ميتاكريتيك (الإنجليزية)
- ماندي مور على موقع روتن توميتوز (الإنجليزية)
- ماندي مور على موقع قاعدة بيانات الأفلام العربية
- ماندي مور على موقع ألو سيني (الفرنسية)
- ماندي مور على موقع ميوزك برينز (الإنجليزية)
- ماندي مور على موقع رولينغ ستون (الإنجليزية)
- ماندي مور على موقع تيرنر كلاسيك موفيز (الإنجليزية)
- ماندي مور على موقع أول موفي (الإنجليزية)
- ماندي مور على موقع بوكس أوفيس موجو (الإنجليزية)